# SN 2006io
SN 2006io – supernowa typu Ia odkryta 19 września 2006 roku w galaktyce A000654-0138. W momencie odkrycia miała maksymalną jasność 19,50m.